# Château de Barsebäck
Le château de Barsebäck (Barsebäcks slott) est un château suédois situé en Scanie, près des rives de l’Öresund, dans le village de Barsebäck appartenant à la commune de Kävlinge.

## Histoire
Le domaine est mentionné depuis le XIIe siècle. Il appartient successivement à plusieurs familles de la noblesse danoise dont les seigneurs Thott. Le château et ses terres sont confisqués par la couronne suédoise après la guerre de Scanie (1675–1679) et entrent dans le domaine royal. Finalement le domaine est vendu en 1743 à un colonel et commandant de régiment, le comte Gustaf David Hamilton, qui était stationné à l’époque à Malmö. Une succession par fideicommis (transmission par majorat) est instituée à partir de 1767. Ses descendants sont toujours propriétaires du château et de ses terres agricoles d’environ mille hectares.
Le château actuel, construit en 1680, est agrandi et restauré en style néorenaissance scanien, avec des éléments inspirés de la renaissance flamande et des pignons typiques, d’après des plans dessinés en 1889 par l’architecte Grandsow. Il a été rénové en 1940.